# كريل ثلاثي الأسنان
كريل ثلاثي الأسنان (الاسم العلمي: Thysanopoda tricuspidata) هو نوع من المفصليات يتبع جنس كريل مهدب القدم من الفصيلة الكريلية.